# 나그와 푸아드
나그와 푸아드(아랍어: نجوى فؤاد, 본명: 아와테프 모하메드 아가미(아랍어: عواطف محمد), 1943년 1월 17일 ~ )는 이집트의 벨리댄서이다.

## 생애
나그와 푸아드는 이집트 알렉산드리아에서 중산층 가정의 딸로 태어났으며 1960년대 초반에 벨리댄스를 추기 시작했다. 나그와 푸아드는 이집트의 유명한 바이올린 연주자, 작곡가, 지휘자인 아흐메드 푸아드 하산과 결혼했고 압델 할림 하페즈, 파이자 아흐메드, 샤디아, 사바를 비롯한 연주자들이 출연했던 이집트의 텔레비전 스테이지 쇼 프로그램인 아드우아 엘마디나(Adwoua El-Madina, 아랍어로 "도시의 밤"이라는 뜻)에서 춤을 추었다. 나그와 푸아드는 아흐메드 푸아드 하산의 음반 표지에 많이 등장했다.
나그와 푸아드는 "아흐메드 푸아드 하산은 나의 아마추어 재능을 키웠다. 큰 별이 되고 싶다면 공부와 재능의 중요성을 가르쳐 주셨다."고 전했다. 또한 넬리 마즐룸 무용 학교에서 서양 무용을 지도했고 러시아 출신 교사들과 함께 서양 민속학을 전공하기 위하여 국립 무용단에 가입했다. 나그와 푸아드는 《이집트인 아유브》, 《바히야와 야신》의 연기에서 사용된 쇼맨십과 관객들의 눈길을 사로잡는 기술을 배웠다.
1976년에는 이집트의 작곡가인 무함마드 압델 와하브가 나그와 푸아드가 출연한 벨리댄스 공연인 아마르 아르바타샤르(Amar Arbatashar, "14일의 보름달"이라는 뜻을 가진 이집트 속어)를 위한 뮤지컬 음악을 작곡했는데 이는 나그와 푸아드가 전통적인 동양의 무용에서 안무가 있는 무대 공연으로 전환했음을 의미했다. 나그와 푸아드의 공연은 벨리댄스가 무대에 오르는 방식을 바꾸도록 만들었다. 특히 전통적인 동양의 무용이었던 벨리댄스를 화려한 안무가 등장하는 공연으로 바꾸도록 만들었고 그 어느 때보다 극적인 요소가 추가했다.
나그와 푸아드는 "나는 타헤이야 카리오카, 사미아 가말의 동양의 무용에 나에마의 곡예 스타일을 결합시켰고 극적인 작품과 같은 무대 공연을 만들었다."고 전했다. 나그와 푸아드는 벨리댄스(라크스 샤르키) 이외에 때로는 이집트의 민요 전문 가수인 파트마 세르한과 함께, 그리고 다른 무용가들의 합창·합주와 함께 민속무용(라크스 샤비야)에서 영감을 받은 5성급 호텔, 텔레비전을 위한 공연을 제공했다. 나그와 푸아드는 자신만의 댄서 그룹을 만들었지만 오래 가지는 않았고 나중에 배우가 되기 위해 무용에서 은퇴하려고 했다. 나그와 푸아드는 여러 연극과 영화 작품에 출연했고 마침내 영화 프로듀서가 되었다.